# Pseudolithos cubiformis
Pseudolithos cubiformis är en oleanderväxtart som först beskrevs av Bally, och fick sitt nu gällande namn av Bally. Pseudolithos cubiformis ingår i släktet Pseudolithos och familjen oleanderväxter. Inga underarter finns listade i Catalogue of Life.